# Панкреатический полипептид
Панкреатический полипептид — полипептид, секретируемый PP-клетками островков Лангерганса поджелудочной железы. Состоит из 36 аминокислотных остатков и имеет молекулярную массу 4200 Да.
Панкреатический полипептид по своему действию является антагонистом холецистокинина. Подавляет секрецию поджелудочной железы и стимулирует секрецию желудочного сока.
В сыворотке крови практически здоровых людей натощак содержание панкреатического полипептида составляют около 80 пг/мл.